# Le Gland et la Citrouille
Le Gland et la Citrouille est la quatrième fable du livre IX de Jean de La Fontaine situé dans le second recueil des Fables de La Fontaine, édité pour la première fois en 1678.

## Texte de la fable

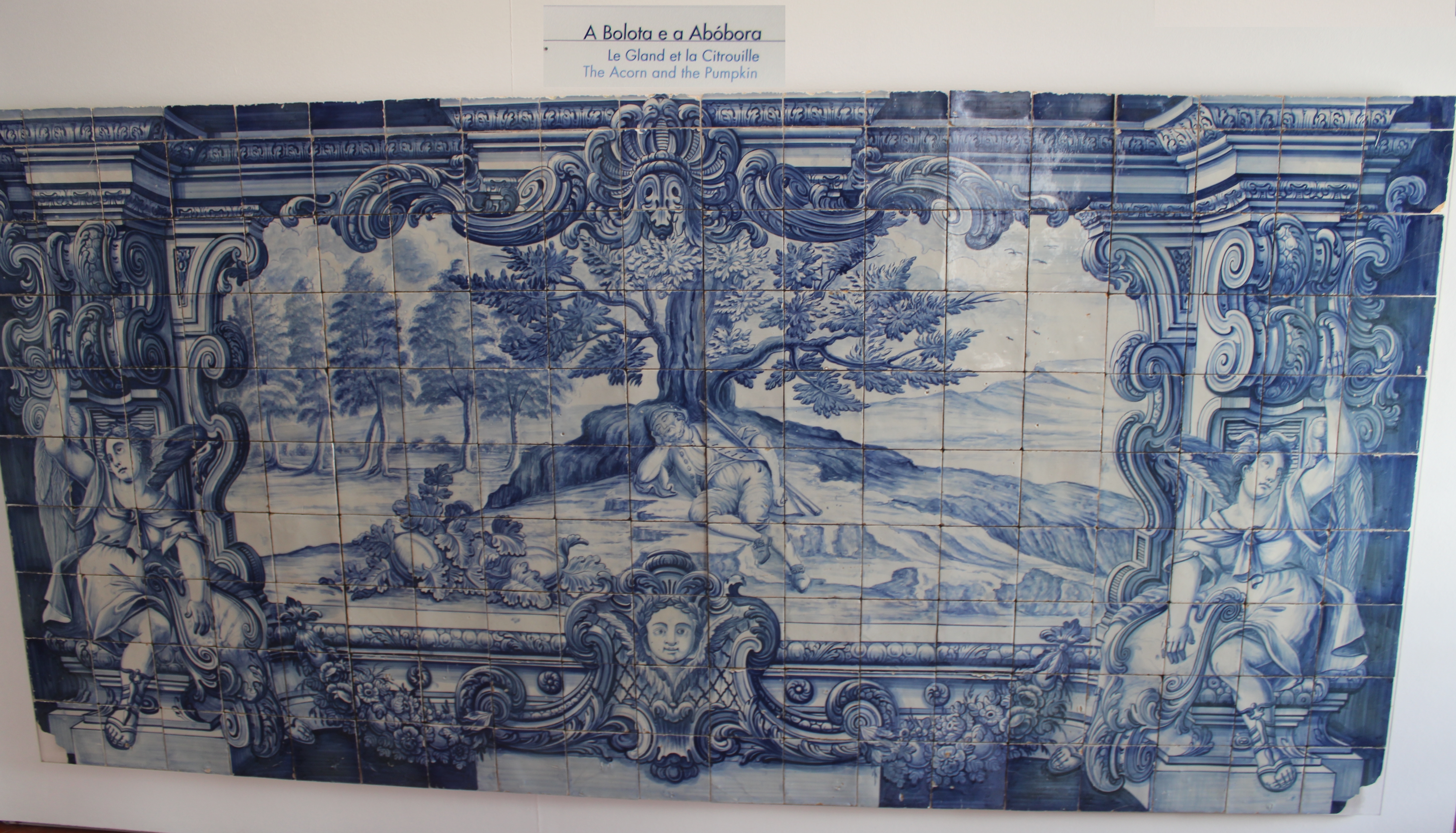
Le gland et la citrouille - Azulejos - Monastère de Saint-Vincent de Fora (Lisbonne).

Dieu fait bien ce qu’il fait. Sans en chercher la preuve

En tout cet Univers, et l’aller parcourant,

         Dans les Citrouilles je la treuve.

         Un villageois, considérant

Combien ce fruit est gros, et sa tige menue

A quoi songeait, dit-il, l’Auteur de tout cela ?

Il a bien mal placé cette Citrouille-là :

         Hé parbleu, je l’aurais pendue

         A l’un des chênes que voilà.

         C’eût été justement (1) l’affaire ;

         Tel fruit, tel arbre, pour bien faire.

C’est dommage, Garoque tu n’es point entré

Au conseil de celui que prêche ton Curé ;

Tout en eût été mieux ; car pourquoi par exemple

Le Gland, qui n’est pas gros comme mon petit doigt, 

         Ne pend-il pas en cet endroit ?

         Dieu s’est mépris ; plus je contemple

Ces fruits ainsi placés, plus il semble à Garo

          Que l’on a fait un quiproquo.

Cette réflexion embarrassant notre homme :

On ne dort point, dit-il, quand on a tant d’esprit.

Sous un chêne aussitôt il va prendre son somme.

Un gland tombe ; le nez du dormeur en pâtit.

II s’éveille ; et portant la main sur son visage,

Il trouve encor le Gland pris au poil du menton.

Son nez meurtri le force à changer de langage ;

Oh, oh, dit-il, je saigne ! et que serait-ce donc

S’il fût tombé de l’arbre une masse plus lourde, 

         Et que ce gland eût été gourde ?

Dieu ne l'a pas voulu : sans doute il eut raison ;

         J’en vois bien à présent la cause.

         En louant Dieu de toute chose,

         Garo retourne à la maison.
— Jean de La Fontaine, Fables de La Fontaine, Le Gland et la Citrouille, texte établi par Jean-Pierre Collinet, Fables, contes et nouvelles, Gallimard, « Bibliothèque de la Pléiade », 1991, p. 353